# Kaettekita Doraemon
Kaettekita Doraemon è un cortometraggio del 1998 appartenente alla saga di Doraemon, inedito in Italia.

## Trama
Mentre torna da scuola Nobita incontra Gian, che lo vuole picchiare. Fortunatamente, riesce a sfuggire dal bullo, ma tornato a casa ha comunque una brutta sorpresa: per Doraemon, infatti, è terminato il periodo che doveva passare con Nobita e dovrà per forza ritornare nel futuro. Dopo la sua partenza, non potrà però ritornare più nel passato. I due amici fanno allora una lunga passeggiata, e Doraemon esprime a Nobita un suo desiderio: che lui riesca a risolvere i suoi problemi in futuro da solo, senza più dipendere costantemente dagli altri. L'ultimo giorno insieme a Doraemon, Nobita incontra nuovamente Gian, che cerca nuovamente di picchiarlo. Invece di fuggire a casa, Nobita decide di affrontare il bullo e dopo una lunga lotta, quest'ultimo si arrende. Doraemon, che nel frattempo è giunto dall'amico, si congratula con lui, e parte sereno, avendo capito che Nobita ce l'avrebbe fatta anche senza di lui.
Mesi dopo, per il Pesce d'Aprile, Nobita è vittima di uno scherzo crudele: Gian e Suneo affermano infatti che Doraemon è tornato, per poi deriderlo amaramente dicendogli che non era vero. Nobita si vendica utilizzando una scatola lasciata da Doraemon prima di partire, contenente un ciusky speciale, che Nobita avrebbe potuto usare se si fosse trovato in seria difficoltà. Il ciusky che esce dalla scatola è la pozione inverte bugie, capace di trasformare le bugie in realtà. Con essa Nobita ha la sua vendetta nei confronti dei due nemici / amici Gian e Suneo, ma rimane comunque triste sapendo che non avrebbe più visto Doraemon. Pronuncia però involontariamente davanti alla madre quest'ultima frase quando è ancora sotto l'effetto della pozione, e quasi magicamente Doraemon riappare nella stanza dell'amico dal cassetto della sua scrivania. Nobita è commosso, e per festeggiare il ritorno arrivano anche, oltre a Shizuka, Gian e Suneo, che si scusano per il loro comportamento.

## Distribuzione
Il cortometraggio è stato distribuito nei cinema giapponesi il 7 marzo 1998, insieme a Doraemon: Nobita no nankai daibōken.
Successivamente, la trama del cortometraggio è stata ripresa ed inserita nel 2014 in Doraemon - Il film.
Il titolo internazionale del cortometraggio è Doraemon Comes Back.